# Язычок (биология)

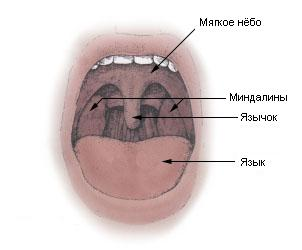
На схеме показаны нёбные миндалины — гланды

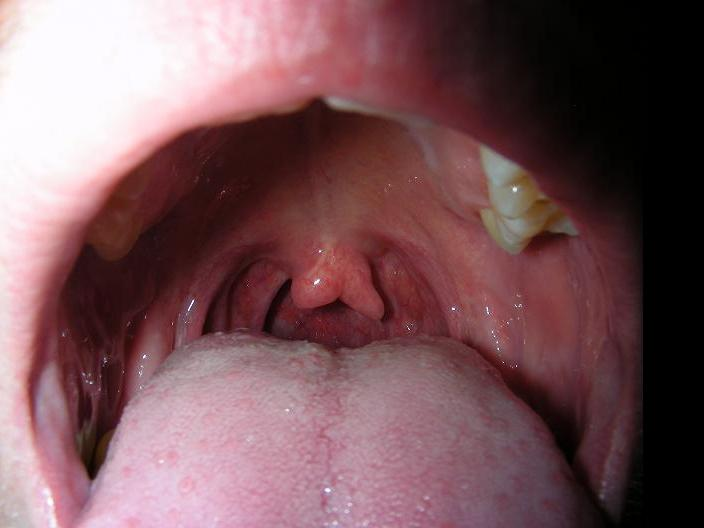
Удвоение язычка

Язычок, или нёбный язычок (лат. uvula) — небольшой конический отросток заднего края мягкого нёба, состоящий из соединительной ткани. У человека и некоторых других приматов располагается над корнем языка. Язычок имеет свои мышечные волокна и покрыт слизистой оболочкой.

## Функция
Язычок участвует в формировании звуков речи, в частности, увулярных согласных, артикулируемых путем ударов нёбного язычка по задней стенке носоглотки. Особенность речи, проявляющаяся в замене нормативного альвеолярного звука [r] на увулярное [ʁ], [ɣ] или даже гортанную смычку [ʔ], называется «ротацизмом» или «картавостью».

## Патологии
Воспаление нёбного язычка называется увулит (лат. uvulitis). У некоторых людей наблюдаются некоторые аномалии развития язычка, например, удвоение (лат. bifid uvula) или расщепление. У людей с ВПЧ на нёбном язычке могут появиться конусовидные отростки, связанные с его непосредственным инфицированием путём микроповреждений (к примеру после ангины или простуды).